# Allan Starski

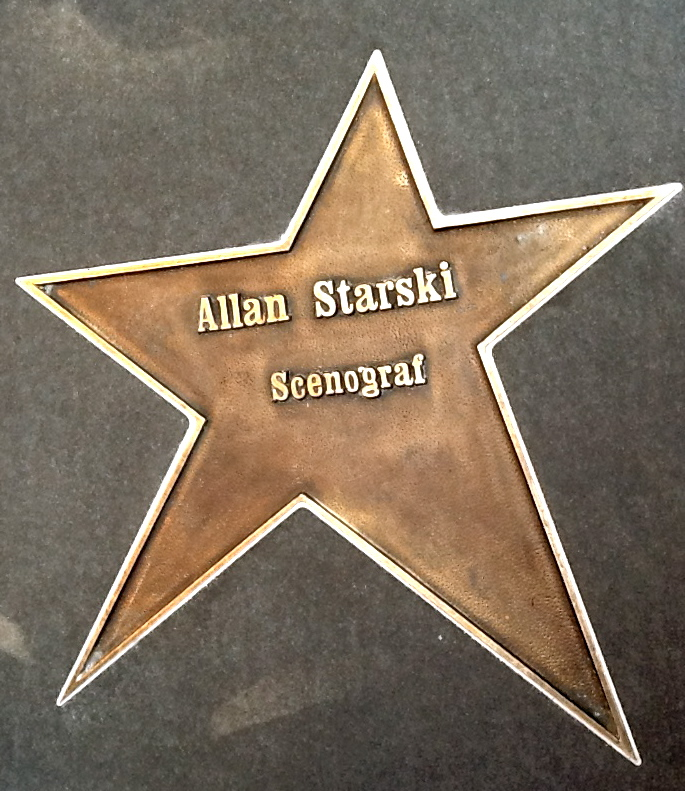
Gwiazda Allana Starskiego w Łódzkiej Alei Gwiazd

Allan Mieczysław Starski (ur. 1 stycznia 1943 w Warszawie) – polski scenograf filmowy i teatralny, laureat Oscara.

## Życiorys
Syn Ludwika Starskiego, scenarzysty i autora tekstów piosenek, i Marii Bargielskiej, tancerki. Jego ojciec był zasymilowanym Żydem, w latach 30. przed zawarciem związku małżeńskiego przyjął chrzest.
Uczęszczał do XIV Liceum Ogólnokształcącego im. Klementa Gottwalda w Warszawie. W 1969 ukończył studia na Wydziale Architektury Wnętrz Akademii Sztuk Pięknych w Warszawie. W tym samym roku rozpoczął pracę jako scenograf filmowy w Zespołach Polskich Producentów Filmowych. Współpracował przy filmach kinowych reżyserów, takich jak m.in. Andrzej Wajda, Krzysztof Kieślowski, Janusz Zaorski, Agnieszka Holland, Roman Polański i Władysław Pasikowski.
Uzyskał członkostwo w Stowarzyszeniu Filmowców Polskich (zasiadał w zarządzie głównym tej organizacji), a także w Europejskiej Akademii Filmowej i Polskiej Akademii Filmowej. Napisał książkę pt. Scenografia (2013). 

## Filmografia
- Strach (1975)
- Brunet wieczorową porą (1976)
- Człowiek z marmuru (1976)
- Smuga cienia (1976)
- Sam na sam (1977)
- Sprawa Gorgonowej (1977)
- Bez znieczulenia (1978)
- Co mi zrobisz, jak mnie złapiesz (1978)
- Dyrygent (1979)
- Panny z Wilka (1979)
- Człowiek z żelaza (1981)
- Dziecinne pytania (1981)
- Danton (1982)
- Eine Liebe in Deutschland (1983)
- Baryton (1984)
- Bez końca (1984)
- Zabawa w chowanego (1984)
- Jezioro Bodeńskie (1985)
- Ucieczka z Sobiboru (1987)[7]
- Biesy (1988)
- Dotknięci (1988)
- Lawa (1989)
- Domena władzy (1990)
- Europa, Europa (1990)
- Korczak (1990)
- Koniec gry (1991)
- Papierowe małżeństwo (1991)
- Daens (1992)
- Pierścionek z orłem w koronie (1992)
- Lista Schindlera (1993)
- Wielki Tydzień (1995)
- Historie miłosne (1997)
- Plac Waszyngtona (1997)
- Pan Tadeusz (1999)
- Prawo ojca (1999)
- Pianista (2002)
- Eurotrip (2004)
- Oliver Twist (2005)
- Pokłosie (2012)
- Tajemnica Westerplatte (2013)
- The Cut (2014)
- Ukryta gra (2019)

## Odznaczenia i wyróżnienia
- Krzyż Komandorski Orderu Odrodzenia Polski (2013)[8]
- Złoty Medal „Zasłużony Kulturze Gloria Artis” (2014)[9]
- Brązowe Lwy Gdańskie (wraz z Marią Osiecką-Kuminek) na 6. FPFF w Gdańsku za scenografię do filmu Panny z Wilka (1979)[10][11]
- Oscar (wraz z Ewą Braun) za scenografię do filmu Lista Schindlera (1993)[12]
- Cezar za scenografię do filmu Pianista (2003)[10]
- Orzeł za scenografię do filmów Pan Tadeusz (2000)[10], Pianista (2003)[10], Pokłosie (2013)[13]
- Platynowe Lwy na 48. FPFF za całokształt twórczości (2023)[14]
- Orzeł za osiągnięcia życia (2025)[15]
- Nominacja do nagrody BAFTA za scenografię do filmu Lista Schindlera (1994)[10]
- Doroczna Nagroda Ministra Kultury i Dziedzictwa Narodowego w dziedzinie filmu (2008)[10]
- Nagroda za całokształt twórczości i wkład w rozwój polskiej kinematografii w ramach Tarnowskiej Nagrody Filmowej (2015)[10]
- Odznaka Honorowa ZAiKS-u (2009)[16]
- Nagroda specjalna i członkostwo honorowe ZAiKS-u (2020)[16]
- Nagroda Specjalna Stowarzyszenia Autorów Zdjęć Filmowych (2016)[17]
- Gwiazda w Łódzkiej Alei Gwiazd (2015)[18]